# Alexander Farnerud
Alexander Farnerud est un footballeur international suédois né le 1er mai 1984 à Landskrona (Suède). Il évolue actuellement à l'IFK Göteborg.
Il est le frère cadet de Pontus Farnerud.

## Carrière

### Parcours
| Période        | Club            | Pays      |
| 2002-déc. 2003 | Landskrona BoIS | Suède     |
| jan. 2004-2006 | RC Strasbourg   | France    |
| 2006-2008      | VfB Stuttgart   | Allemagne |
| 2008-jan. 2011 | Brøndby IF      | Danemark  |
| jan. 2011-2013 | BSC Young Boys  | Suisse    |
| 2013-          | Torino FC       | Italie    |

### Palmarès
- Champion d'Allemagne en 2007 (VfB Stuttgart)
- Vainqueur de la Coupe de la Ligue française en 2005 (RC Strasbourg)

### Sélections
- 35 sélections (12 buts) avec l'équipe de Suède espoirs entre 2002 et 2006
- 8 sélections (2 buts) avec l'équipe de Suède entre 2003 et 2005